# Polskie pociągi pancerne

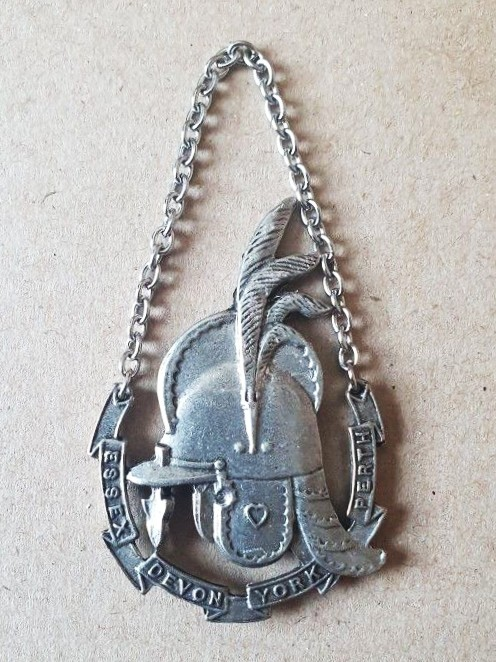
Odznaka pamiątkowa załóg pociągów pancernych

Polskie pociągi pancerne – rodzaj polskiej broni pancernej, głównie w okresie II RP (ale stosowanej także w pierwszych latach Polski Ludowej).
Pociągi pancerne w większości wywodzące się ze składów z okresu pierwszej wojny światowej, zmodernizowano w okresie międzywojennym. Brały one udział we wszystkich znaczących konfliktach II Rzeczypospolitej – w powstaniu wielkopolskim, wojnie z Ukraińcami, wojnie z bolszewikami i trzecim powstaniu śląskim. Kilkanaście pociągów pancernych uczestniczyło w kampanii wrześniowej. Były też wykorzystywane przez Polskie Siły Zbrojne oraz we wczesnym okresie powojennym (przez Służbę Ochrony Kolei i Ludowe Wojsko Polskie).

## Powstanie styczniowe
W niektórych polskich źródłach znajduje się stwierdzenie, że pierwszy pociąg pancerny na ziemiach polskich wykorzystano podczas bitwy w Sosnowcu w powstaniu styczniowym. Wagony „opancerzono” podkładami kolejowymi i powycinano otwory strzelnicze. Pociąg nie wziął udziału w bezpośredniej walce, służąc jedynie jako środek transportu na miejsce walki . Stefan Kieniewicz w 1964 roku ostro skrytykował nazywanie tego incydentu wykorzystaniem pociągu pancernego w walce:

I wreszcie na zakończenie niniejszego głosu gorący apel do pisarzy powieści historycznych, których interesuje problematyka powstania styczniowego: piszcie o nim jak najwięcej, ale róbcie to bez przesady, trzymając się w miarę możliwości prawdy historycznej o tych wielkich wydarzeniach. A już najmocniej należy wystrzegać się pisania różnego rodzaju głupstw. Pozwolę sobie przytoczyć jeden „kwiatek” z tej łączki: oto z dodatku do Żołnierza Polskiego poświęconego setnej rocznicy powstania 1863 r, ze zdumieniem dowiedziałem się, że w znanej potyczce w Sosnowcu po raz pierwszy w historii wojskowości użyto taktycznie pociągu pancernego. Co za nonsens! Przecież partyzanci zatrzymali pociąg kilometr przed stacją, wysiedli zeń, najnormalniej w świecie sformowali tyralierę i ruszyli w stronę osady. Tak więc była to najzwyklejsza potyczka, jakich setki miały miejsce w powstaniu. A niestety, podobne, bardzo szkodliwe dla czytelnika potknięcia zdarzają się nie tylko mało znanym redaktorom.

## Pierwsza wojna światowa
Pod koniec pierwszej wojny światowej pierwsze pociągi pancerne znalazły się w składzie polskich formacji wojskowych na Wschodzie. Jednostki te przygotowały kilkusetosobową kadrę i dysponowały sześcioma improwizowanymi pociągami pancernymi i jednym zdobycznym):
- „Związek Broni” w I Korpusie Polskim w Rosji (10 lutego – 10 maja 1918)
- Nr 1 w Murmańsku (3 lipca – 29 września 1918, linia Archangielsk – Wołogda)
- Nr 2 w Murmańsku (jw.)
- „Warszawa” w 5 Dywizji Strzelców Polskich (lato 1918 – zima 1919; osłaniały ewakuacje dywizji przez Krasnojarsk, Irkuck, Harbin do Władywostoku)
- „Kraków” w 5 DSP (jw.)
- „Poznań” w 5 DSP (jw.)
- „Poznań II” – rosyjski pociąg pancerny zdobyty 24 grudnia 1919 na stacji kolejowej Tajga przez żołnierzy 5 Pułku Artylerii Polowej w walce ze zbuntowanymi oddziałami admirała Kołczaka, komendantem pociągu był mjr Ludwik Jurkiewicz[5].

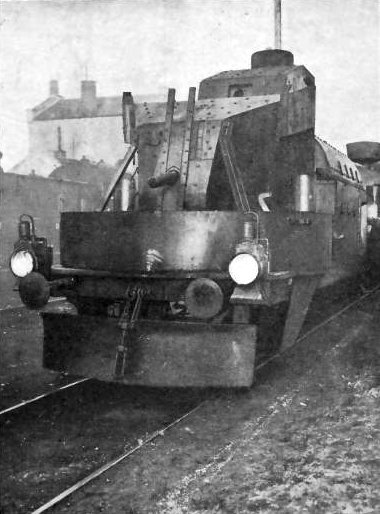
Typowy austriacki wagon artyleryjski z 1915 pociągu typu V. Zdobyte wagony tego typu były używane w polskich pociągach: „Śmiały” i „Piłsudczyk” w 1920 roku oraz „Śmierć” w 1939 roku.

## Początki organizacji wojsk kolejowych
W latach 1918–1919 na terenie powstającego państwa polskiego znajdowali się tylko nieliczni żołnierze doświadczeni w obsłudze tego rodzaju broni. Problem były także braki w sprzęcie; znacząca jego część została pozyskana 28 października 1918, gdy oddział POW rozbroił austriacki 3 dywizjon pancerny, albo pochodziła z austriackich składów w Rzeszowie i Nowym Sączu. Pociągi pancerne początkowo budowano i naprawiano w Krakowie (Kierownictwo Budowy Pociągów Pancernych nr 2), Nowym Sączu (Warsztaty Kolejowe), Lwowie (Główne Warsztaty Kolejowe) i Warszawie, a w mniejszym stopniu – w Wilnie i Stanisławowie. Wiele z tych pierwszych pociągów (oficjalnie nazywanych „improwizowanymi”) miało znaczące braki w uzbrojeniu i opancerzeniu; do opancerzenia wykorzystywano metalowe bramy, beton i worki z piaskiem; żołnierze nazywali je „ruchomymi okopami”.
Produkcja:
- Kraków i Nowy Sącz: do kwietnia 1919, zbudowano 7 pociągów pancernych, w tym pociąg „Wawel”[8]
- Nowy Sącz: opancerzono 12 parowozów i 70 wagonów, zbudowano pociąg Stefan Czarniecki[7]
- Lwów: do końca 1920, opancerzono 16 parowozów i 62 wagony, naprawiono 22 parowozy i 21 wagonów, zbudowano pociągi p.p. 3 „Podpułkownik Lis-Kula” (28 listopada 1918), „Pionier” (6 lutego 1919) i „Paderewski”[9]
- Warszawa: opancerzano wagony i parowozy, naprawiono 13 pociągów, zbudowano tam pociągi nr 11 do nr 15: nr 11 „Poznańczyk” (31 grudnia 1918), nr 13 „Boruta” (styczeń 1919), nr 14 „Zagończyk ” (styczeń 1919) i nr 15 „Groźny”[10]
- Wilno: opancerzono tam kilka parowozów i 30 wagonów[11]

W latach 1918–1920 w różnych zakładach wyprodukowano około 90 pociągów pancernych, budując lub opancerzając lokomotywy i kilkaset wagonów. Ustalenie dokładnej liczby jest trudne; żywot niektórych składów był bardzo krótki; składy często łączono, pozostawiając nazwę jednego z nich. Dodatkowo sytuację komplikuje wykorzystywanie pociągów zdobycznych.

## Walki o granice

### Powstanie wielkopolskie
W powstaniu wielkopolskim brały udział pociągi pancerne „Wawel”, „Poznańczyk”, „Rzepicha”, „Danuta” i „Goplana”.

### Wojna polsko-ukraińska
W wojnie z Ukraińcami walczyły następujące pociągi pancerne:
- „Kozak”
- „Odsiecz” później nazwany „Śmiały”[15]
- „Piłsudczyk”
- P.P. 3 („Pepetrójka”, ukończony 28 listopada 1918 roku), przemianowany na „Podpułkownik Lis-Kula” (w kwietniu 1919)[9]
- „Gromobój”
- „Pionier”

### Wojna polsko-bolszewicka

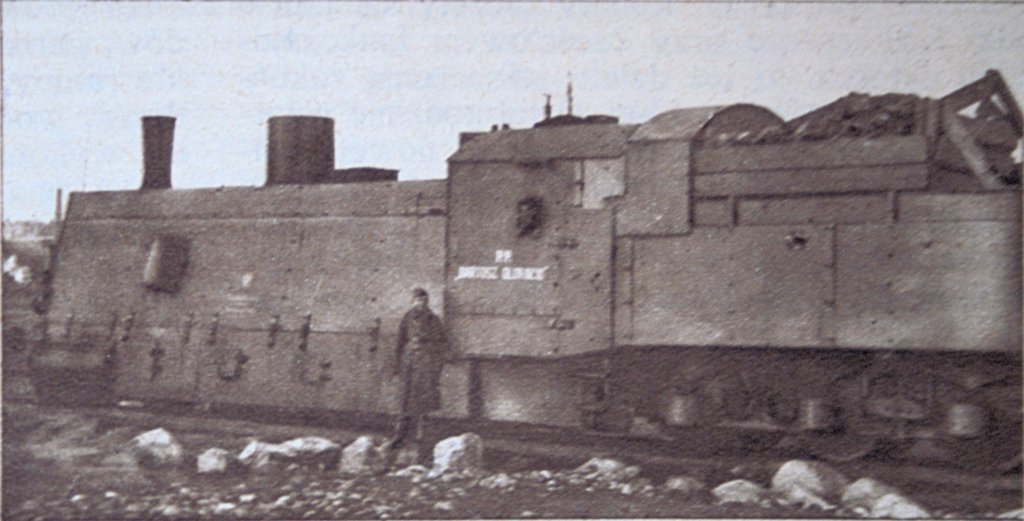
Parowóz pancerny z 1920 roku pociągu „Bartosz Głowacki”

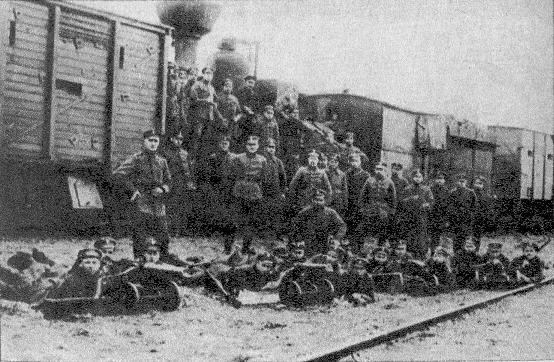
Pociąg pancerny nr 5 „Odsiecz” i jego załoga pod Rawą Ruską, 1919 rok

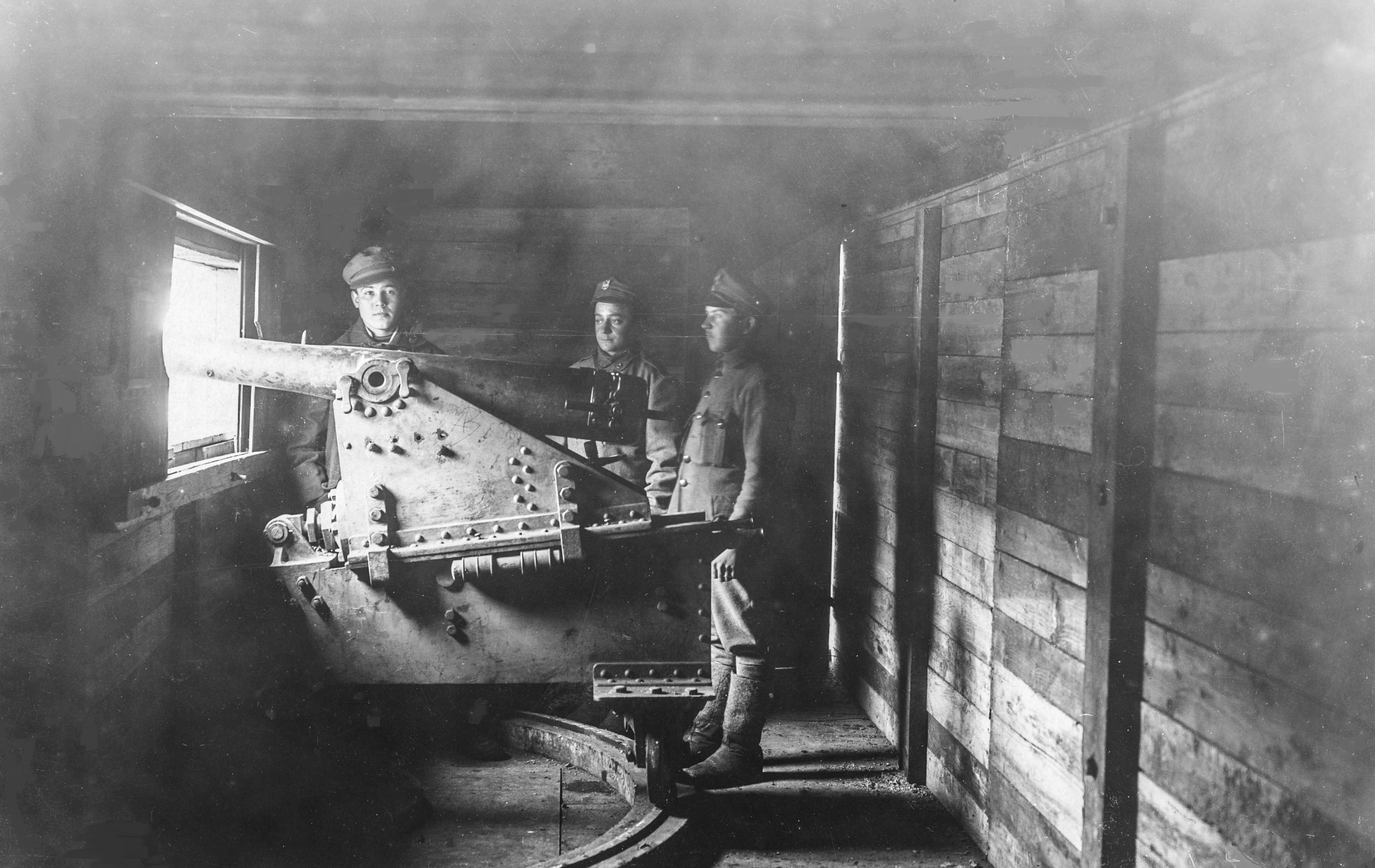
Walki polsko-ukraińskie – wnętrze wagonu pociągu pancernego „Śmiały”. Żołnierze przy armacie na stanowisku bojowym.

Nie jest znana dokładna liczba pociągów pancernych, które walczyły na wojnie z bolszewikami. Dotychczas ustalono nazwy 50 pociągów pancernych. Na skutek strat w akcji gotowa do użycia liczba pociągów przez większość wojny wynosiła poniżej dwudziestu. 1 grudnia 1920 roku w skład wojsk kolejowych wchodziło 26 pociągów pancernych:
| Nr 1 „Piłsudczyk” Nr 2 „Śmiały” eks-„Piłsudczyk” Nr 3 „Podpułkownik Lis-Kula” eks-„Pepetrójka” eks-P.P. 3; ex „Lwowianin” Nr 4 „Hallerczyk” Nr 5 „Stefan Batory” Nr 6 „Generał Iwaszkiewicz” Nr 7 „Chrobry” Nr 8 „Wilk” eks-„Rozwadowczyk” Nr 9 „Danuta” Nr 10 „Pionier” Nr 11 „Poznańczyk” Nr 12 „Kaniów II” Nr 13 „Boruta”, rozbity, zastąpiony składem „Boruciątko”, po tego z kolei rozbiciu trzeci skład o Nr 13 nosił nazwę Zawisza Czarny | Nr 14 „Zagończyk” eks-„Orzeł Biały” Nr 15 „Paderewski” eks-„Generał Żeligowski” eks-„Paderewski” Nr 16 „Mściciel” Nr 17 „Reduta Ordona” Nr 18 „Huragan” Nr 19 „Podhalanin” Nr 20 „Bartosz Głowacki” Nr 21 „Pierwszy Marszałek” eks-„Strzelec Kresowy” Nr 22 „Groźny” Nr 23 „Śmierć” eks-„Pogoń” eks-„Śmierć” Nr 24 „Śmigły” Nr 25 „Stefan Czarniecki” Nr 26 „Generał Sosnkowski” |

Pozostałe pociągi pancerne:
„Boruta” (utracony 25 lipca 1920 pod Kuźnicą)
„Boruciątko” (utworzony po rozbiciu Boruty; utracony w 1920)
„Generał Dąbrowski” eks-„Grot” (zniszczony 5 lipca 1920 pod Równem)
„Generał Dowbor” eks-„Krechowiak” (6 czerwca 1920 pod Wczerajsze)
„Generał Konarzewski” (utracony 9 lipca 1920 pod Bobruskiem)
„Generał Listowski” eks-„Postrach” (zniszczony 2 sierpnia 1920 pod Terespolem)
„Generał Sikorski” (utracony 26 czerwca 1920 pod Słowiecznem)
„Gromobój”
„Groźny Szeroki” (utracony na Ukrainie wiosną 1920)
„Kaniów II”
„Piłsudczyk Szeroki” (utracony 19 lipca 1920 pod Baranowiczami)
„Pionier Szeroki” (utracony 17 czerwca 1920)
„Saper”
„Smok”
„Śmiały Szeroki” (zlikwidowany 2 kwietnia 1920, komendant – por. Kazimierz Bogucki)
„Zagończyk” (zlikwidowany we wrześniu 1920)

### III powstanie śląskie
W czerwcu 1921, w czasie III powstania śląskiego, oddziały powstańcze dysponowały szesnastoma pociągami pancernymi, zorganizowanymi w cztery grupy, każda w składzie dwóch dywizjonów po dwa pociągi. Cztery z tych szesnastu pociągów nie nadawały się do akcji z powodu usterek. Przy Naczelnym Dowództwie Wojsk Powstańczych funkcjonował Inspektorat Pociągów Pancernych. Przeciętny pociąg miał dwa działa, kilkanaście karabinów i oddział szturmowy.
| I dywizjon nr 1 „Korfanty” nr 2 „Nowina-Doliwa” IV dywizjon nr 7 „Bajończyk” nr 8 „Górnik” VII dywizjon nr 14 „Zygmunt Powstaniec” nr 15 „Tadek Ślązak” | II dywizjon nr 3 „Piorun” nr 4 „Naprzód” V dywizjon nr 9 „Lubieniec” nr 10 „Ludyga” VIII dywizjon nr 11 Lew nr 16 Testart (Piast) | III dywizjon nr 5 „Powstaniec” nr 6 „Ślązak” VI dywizjon nr 12 „Pantera” nr 13 „Nowak” (Nowak II) Pozostałe pociągi pancerne: „Kabicz” (wąskotorowy) „Ułan” |

## Okres międzywojenny

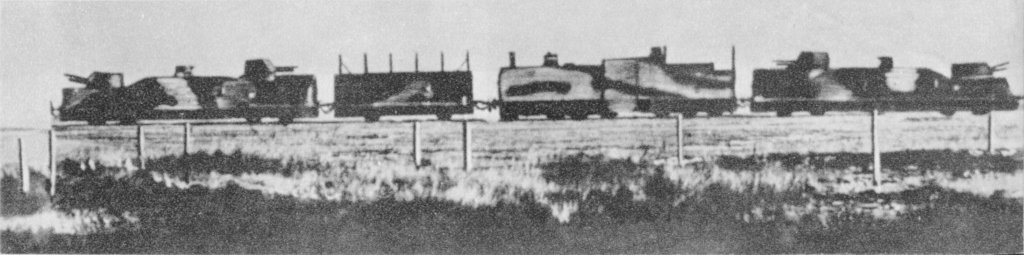
Pociąg pancerny „Danuta” z 1939 roku.
Kolejno od lewej: wagon artyleryjski, wagon szturmowy, parowóz pancerny, wagon artyleryjski.
Na zdjęciu brak platform kolejowych i drezyn

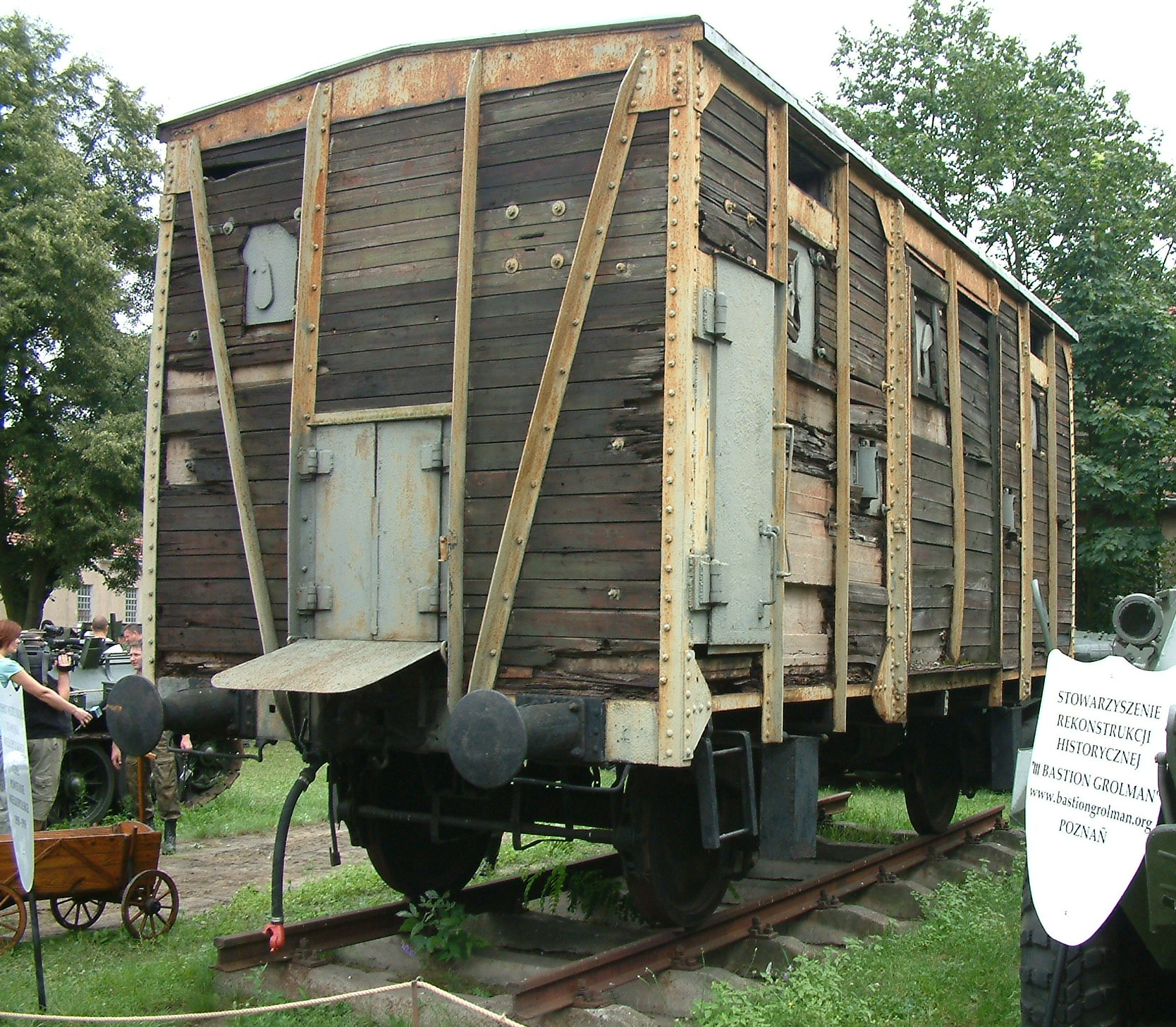
Wagon ze składu pociągu pancernego „Poznańczyk”

W połowie 1921 zarządzono likwidację dwunastu pociągów. Pozostałe dokompletowano i ujednolicono ich uzbrojenie. W służbie postanowiono zatrzymać 12 pociągów:
- nr 1 Piłsudczyk
- nr 2 Śmigły
- nr 3 Pierwszy Marszałek
- nr 4 Groźny
- nr 5 Danuta
- nr 6 Zagończyk
- nr 7 Paderewski
- nr 8 Śmierć
- nr 9 Poznańczyk
- nr 10 Bartosz Głowacki
- nr 11 Stefan Czarniecki
- nr 12 Generał Sosnkowski

Z tych dwunastu pociągów utworzono sześć dywizjonów, które włączono w skład pułków saperów kolejowych (element wojsk inżynieryjnych). Istniały trzy pułki saperów kolejowych (1 pułk saperów kolejowych w Krakowie; 2 pułk saperów kolejowych w Jabłonnie/Legionowie, 3 pułk saperów kolejowych w Poznaniu). 17 października 1923 roku Oddział I Sztabu Generalnego wydał rozkaz przeniesienia pociągów pancernych na stopę pokojową. Miejscem demobilizacji były pułki saperów kolejowych w Krakowie, Jabłonnie i Poznaniu. Wielu żołnierzy zdemobilizowano, znaczną część sprzętu uznano za przestarzały i poddano rozbiórce. W 1924 roku 3 pułk rozformowano; w tym roku rozformowano także dywizjony pociągów pancernych, a ich sprzęt zdeponowano jako zapas mobilizacyjny. W celach szkoleniowych sformowano w 1924 roku dywizjon ćwiczebny pociągów pancernych (jako 4 batalion przy 2 pułku saperów kolejowych w Jabłonnie/Legionowie) w składzie:
- Danuta[17]
- Generał Sosnkowski[17]
- Paderewski[17]

Zimą 1924 roku rozpoczęły się pierwsze kursy w dywizjonie ćwiczebnym; do jesieni 1927 roku przeszkolono ponad 2000 oficerów i żołnierzy. W styczniu 1925 roku pododdział ten przemianowano na dywizjon szkolny pociągów pancernych. W październiku 1927 roku dywizjon szkolny zmienił nazwę na 1 dywizjon pociągów pancernych. 17 kwietnia 1928 roku na bazie 1 pułku saperów kolejowych sformowano 2 dywizjon pociągów pancernych w Niepołomicach. Każdemu dywizjonowi przydzielono 6 pociągów. W skład każdego dywizjony wchodziły: dowództwo, szkolny pociąg pancerny, kadrowy pociąg pancerny, plutony: ogniowy, motorowy, wypadowy minersko-saperski, łączności, gospodarczy, kompania drezyn, kwatermistrzostwo, park pancerny i warsztaty. W maju 1929 roku nastąpiła radykalna reorganizacja wojsk inżynieryjnych; obydwa pułki saperów kolejowych przemianowano na bataliony mostów kolejowych. W 1936 roku armia dysponowała 10 pociągami, po 5 w każdym dywizjonie; liczba ta utrzymała się do okresu września 1939 roku.

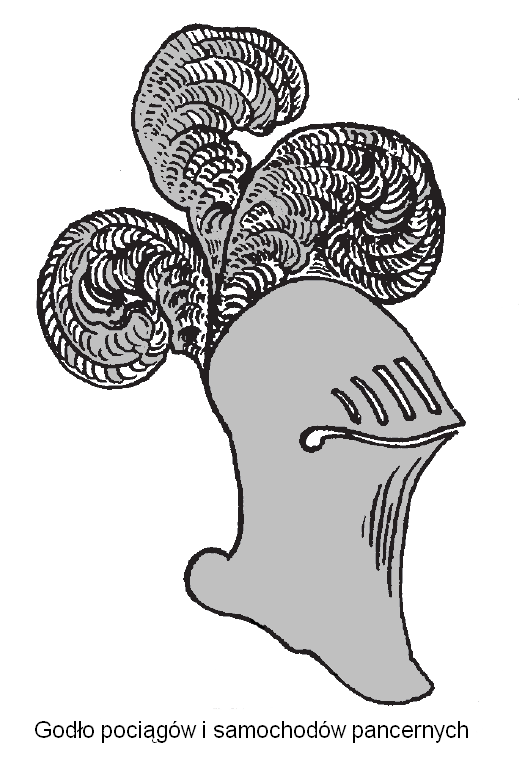
Godło pociągów pancernych

W 1931 roku zakończyła się modernizacja pociągów pancernych, uzbrajanych w jednolite działa i karabiny maszynowe. Stosowano nieoficjalny podział na pociągi „lekkie” i „ciężkie”. Składy „lekkie” miały parowóz pancerny z tendrem, dwa wagony artyleryjskie i jeden szturmowo-desantowy, wagony były zbrojone głównie w sprzęt austriacki z okresu pierwszej wojny światowej i zdobyczny rosyjski z okresu wojny polsko-bolszewickiej; zwykle oznaczało to 2–4 działa 75 milimetrów, 8–16 ciężkich karabinów maszynowych (ckm) i dwa ckm-y przeciwlotnicze. Do tego pociągowi towarzyszył także pluton drezyn pancernych, później zastąpionych w „ciężkich” składach czołgami (FT-17) i tankietkami. Składy „ciężkie” miały podobny zestaw wagonów, ale lepszej jakości sprzęt: parowozy Ti3, w wagonie artyleryjskim (z opancerzeniem 12–25 milimetrów i załogą 27 żołnierzy), haubice kalibru 100 milimetrów (wz. 14/19A) obok dział 75 milimetrów (wz. 02/26), lepsza lokalizacja karabinów maszynowych (wysuwane stanowiska, wieżyczka); w sumie ckm-ów było w wagonie artyleryjskim od sześciu do ośmiu. Wagon szturmowy miał mniejszą liczbę ckm-ów (około czterech), była tam radiostacja pociągu, załoga składała się z plutonu wypadowego, obsługi ckm-ów, i sekcji techniczno-łącznościowej (obsługa agregatów, radiostacji itp.). Składy zwykle miały dwie platformy o nośności siedemnastu ton, z materiałami do naprawy lub niszczenia torów i pozaszynowymi środkami lokomocji (łazik, motocykle, rowery). Każdy pociąg pancerny posiadał także skład gospodarczy, obsadzony przez pluton techniczno-gospodarczy (około 48 ludzi). Skład gospodarczy dysponował kilkoma (zwykle czterema) ckm-ami, miał wagony mieszkalne, amunicyjne, sprzętowe, warsztat mechaniczny, kuchnię, izbę chorych, kancelarię itp. Pełna załoga pociągu pancernego (ze składem gospodarczym) liczyła 8 oficerów, 59 podoficerów i 124 strzelców (zobacz więcej w organizacja wojenna polskiego pociągu pancernego w 1939).
Do połowy lat 30. pociągi pancerne uważano za znaczącą siłę, jednak pod koniec lat trzydziestych narastało przekonanie, że jest to przestarzały rodzaj broni. Dlatego też w tym okresie przestano rozbudowywać i modernizować pociągi; istniejące miały być używane aż do pełnego wyeksploatowania, bez planowych uzupełnień.

## Kampania wrześniowa

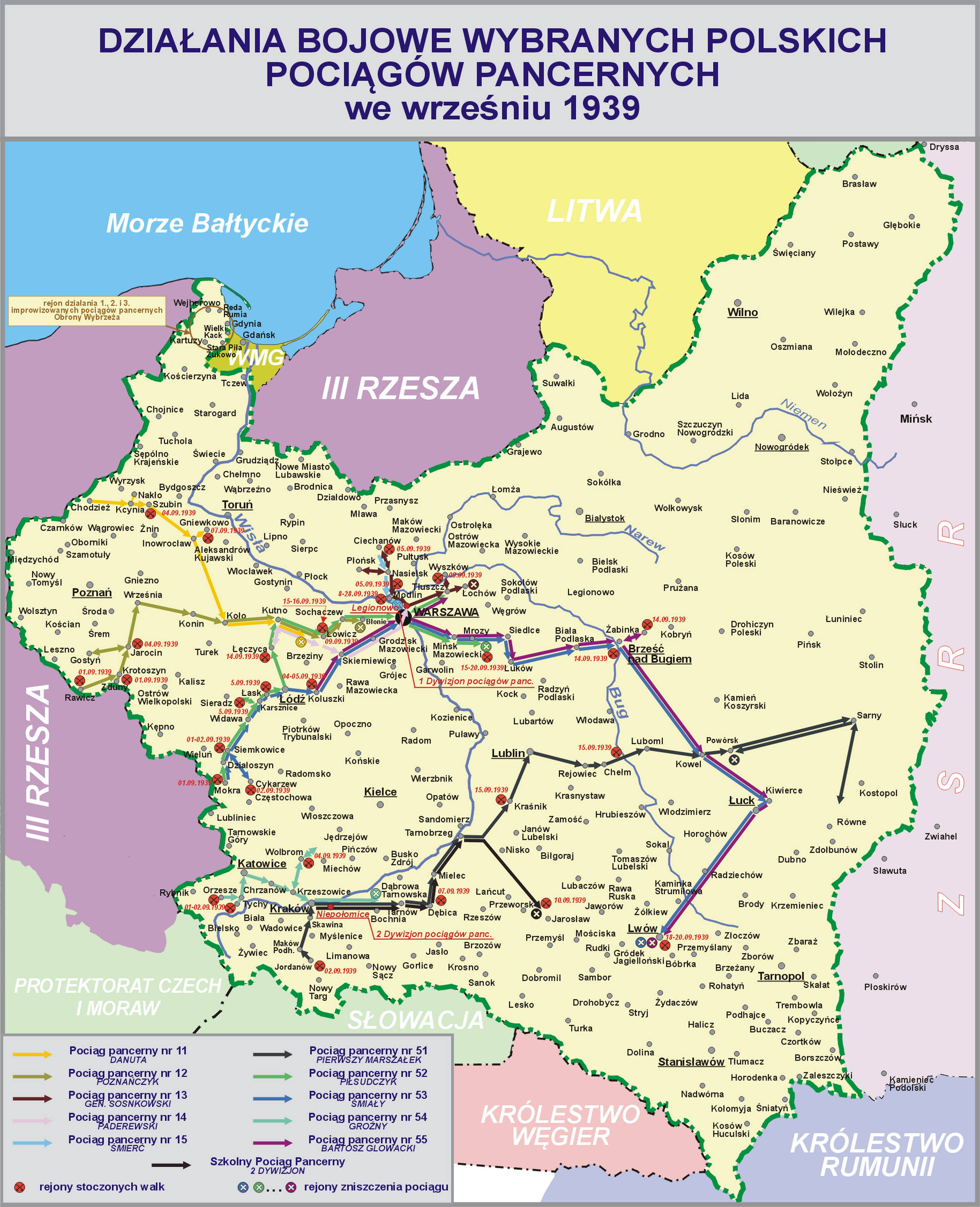
Działania polskich pociągów pancernych we wrześniu 1939 roku

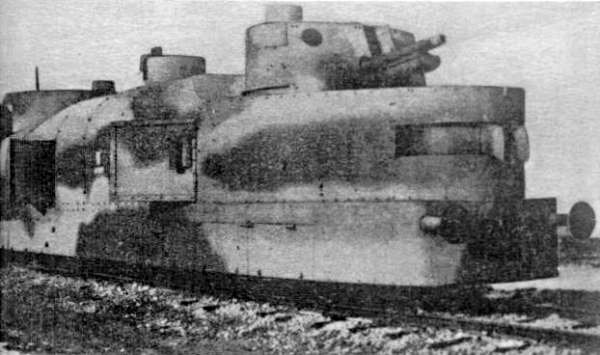
Polski typowy wagon artyleryjski z 1939 roku. Wagonów tego typu używano w polskich pociągach „Śmiały” i „Piłsudczyk”.

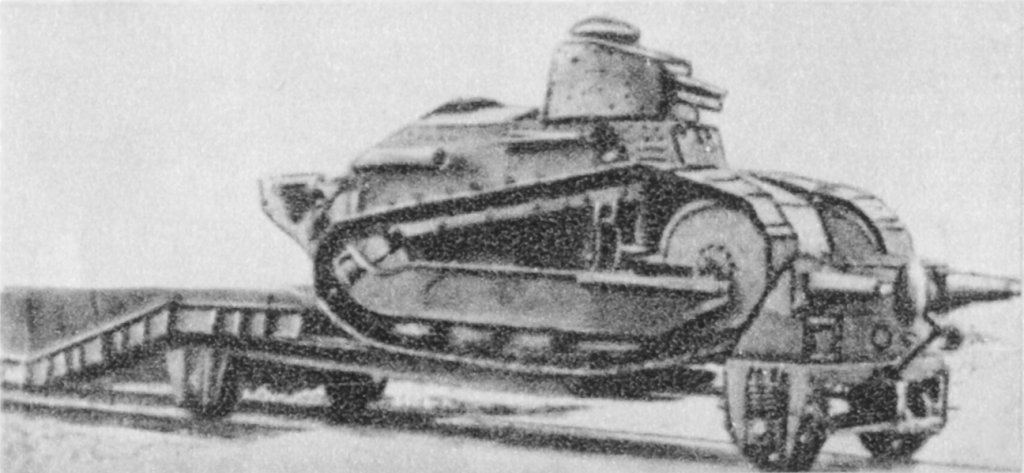
Drezyna pancerna typu R (czołg FT-17 na prowadnicy szynowej)

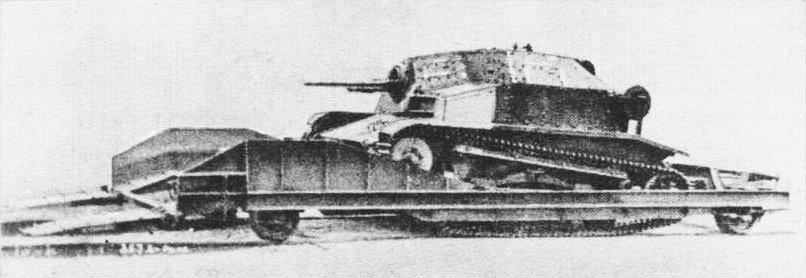
Drezyna pancerna typu TKS (czołg TKS na prowadnicy szynowej)

Pociągi zmobilizowane przez 1 dywizjon pociągów pancernych w Legionowie (dow. ppłk Jan Damasiewicz) otrzymały numery 11–15, natomiast pociągi zmobilizowane przez 2 dywizjon pociągów pancernych w Niepołomicach (dow. mjr Sączewski) otrzymały numery 51–55. Ponadto 2 dywizjon wystawił Ośrodek Zapasowy Pociągów Pancernych. Do 1 września zmobilizowano pociągi nr 11, 12, 13, 51, 52, 53, 54 i 55; zostały przydzielone do różnych armii i grup operacyjnych, gdzie miały stanowić jednostki szybkiej interwencji i ochrony linii kolejowych. Pociągi nr 14 i 15 zakończyły mobilizację 3 września i zostały skierowane do odwodu Naczelnego Dowództwa.
Poza 10 pociągami etatowymi, wojska polskie sformowały też kilka pociągów improwizowanych. Do transportu ewakuacyjnego 1 dywizjonu włączono jeden wagon bojowy; 2 dywizjon zmobilizował także szkolny pociąg pancerny.
Latem 1939 roku dowództwo Lądowej Obrony Wybrzeża postanowiło sformować jednostkę pociągów pancernych do Obrony Wybrzeża. W warsztatach portowych Marynarki Wojennej w Gdyni opancerzono prowizorycznie (workami z piaskiem) dwie lory i dwa wagony, uzbrojone w dwa działa kalibru 75 milimetrów z flotylli rzecznej w Pińsku; załogę skompletowano z trzech baterii morskiego dywizjonu artylerii lekkiej. Pociąg ten był gotowy 26 sierpnia. 3 września warsztaty opuścił drugi pociąg; składał się on z dwóch krytych wagonów wzmocnionych skrzyniami z piaskiem, załogę stanowili żołnierze 2 Morskiego Pułku Strzelców. 7 września zakończono pracę nad trzecim pociągiem; do opancerzenia jego wagonów użyto blachy 9 mm, przeznaczonej na niszczyciele „Orkan” i „Huragan”. Improwizowane pociągi pancerne stoczyły w obronie wybrzeża 14 walk. Dwa pierwsze (źródła nie podają ich nazw, tylko kolejność), lekko opancerzone, zostały dość szybko unieszkodliwione przez nieprzyjaciela ("pierwszy" – 4 września, "drugi" – nocą z 3 na 4 września); pociąg trzeci („Smok Kaszubski”) walczył do 12 września.
20 września Dowództwo Obrony Warszawy sformowało dwa improwizowane pociągi pancerne, którym nadano numery 1 i 2. Pociągi te miały po dwie armaty 75 mm i po dwa ciężkie karabiny maszynowe na trzech lekko opancerzonych platformach. Pociąg pancerny nr 1, sformowany 22 września, pozostawał w dyspozycji dowódcy Odcinka „Warszawa-Zachód”, płk dypl. Mariana Porwita, a Pociąg Pancerny nr 2, sformowany 23 września, pozostawał w bezpośrednim podporządkowaniu gen. bryg. Waleriana Czumy. O działalności tych pociągów brakuje dokładniejszych danych; źródła nie podają także ich nazw.
W kampanii wrześniowej wzięły po stronie polskiej następujące pociągi:
- pociąg pancerny nr 11 – kpt. Bolesław Korobowicz, przydział Armia „Poznań”. Zniszczony 16 września[37].
- pociąg pancerny nr 12 – kpt. Kazimierz Majewski, przydział Armia „Poznań”. Zniszczony 9 września[37].
- pociąg pancerny nr 13 – kpt. Stanisław Młodzianowski, przydział Armia „Modlin”. Zniszczony 10 września[37].
- pociąg pancerny nr 14 – kpt. Jerzy Żelechowski, od 9 września kpt. Henryk Galwelczyk, odwód Naczelnego Dowództwa, przydział Armia „Pomorze”. Zniszczony 16 września[37].
- pociąg pancerny nr 15 – kpt. Kazimierz Kubaszewski, odwód Naczelnego Dowództwa. Zniszczony 28 września[37].
- pociąg pancerny nr 51 – kpt. Leon Cymborski, od 2 września kpt. Zdzisław Rokossowski, przydział Armia Kraków. Zniszczony 22 września[37].
- pociąg pancerny nr 52 – kpt. Mikołaj Gonczar, przydział Armia „Łódź”. Zniszczony 20 września[37].
- pociąg pancerny nr 53 – kpt. Mieczysław Malinowski, przydział Armia „Łódź”. Skapitulował 22 września[37].
- pociąg pancerny nr 54 – kpt. Jan Rybczyński, od 2 września kpt. Józef Kulesza, przydział Armia Kraków. Zniszczony 7 września[37].
- pociąg pancerny nr 55 – kpt. Andrzej Podgórski, początkowo przydział Grupa Operacyjna „Wyszków”, od 3 września, przydzielony do Armii Prusy. Zniszczony 19 września[37].
- szkolny pociąg pancerny – kpt. Franciszek Pietrzak. Zniszczony 10 września[b][38]
- pociąg pancerny nr 1 (improwizowany przy obronie Warszawy)[36] – por. rez. br. panc. Tadeusz Studziński
- pociąg pancerny nr 2 (improwizowany przy obronie Warszawy)[36] – por. rez. br. panc. Stanisław Waśkiewicz
- Pierwszy improwizowany pociąg pancerny Obrony Wybrzeża – por. Zygmunt Budzyński[32]. Zniszczony 4 września
- Drugi improwizowany pociąg pancerny Obrony Wybrzeża – por. A. Matuszak[39] Zniszczony 4 września
- Trzeci improwizowany pociąg pancerny Obrony Wybrzeża „Smok Kaszubski: – kpt. mar. Jerzy Tadeusz Błeszyński, a po jego zranieniu por. mar. Adrian F. Hubicki[33]. Zniszczony 12 września

We wrześniu pociągi pancerne brały udział w blisko 90 walkach z oddziałami niemieckimi. Miały udział w lokalnych sukcesach, zwłaszcza odznaczyły się pociągi nr 53 w bitwie pod Mokrą i nr 54 w obronie Śląska. Pociągi pancerne zniszczyły lub uszkodziły kilkadziesiąt pojazdów pancernych, zestrzeliły lub uszkodziły trzy samoloty, zadały znaczne straty piechocie wroga. Pociągi nr 11 i 55 zostały zniszczone w bezpośredniej walce z nieprzyjacielem; nr 13 został zniszczony przez lotnictwo wroga; większość pozostałych została zniszczona przez własne załogi, gdy warunki uniemożliwiły dalszą walkę. Skuteczność pociągów pancernych zaskoczyła zarówno dowództwo własne jak i niemieckie.

## Służba Ochrony Kolei

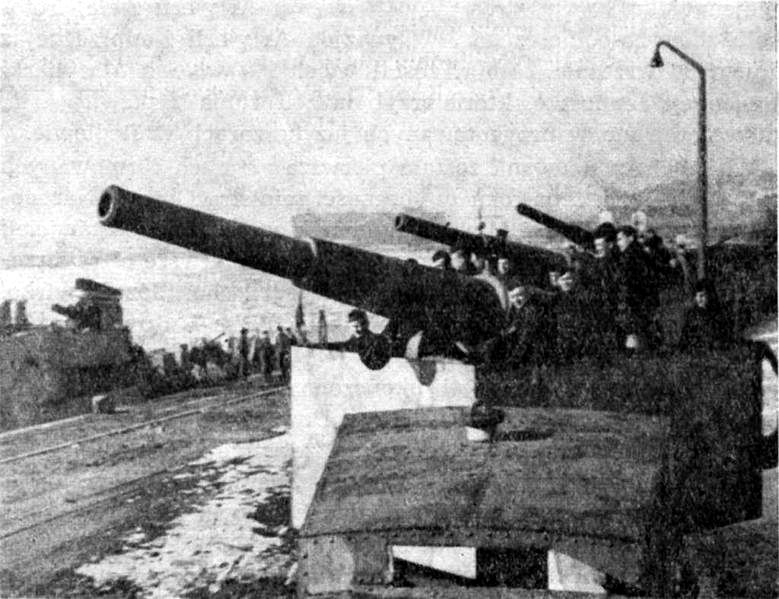
Dywizjon artylerii kolejowej
DAKOL

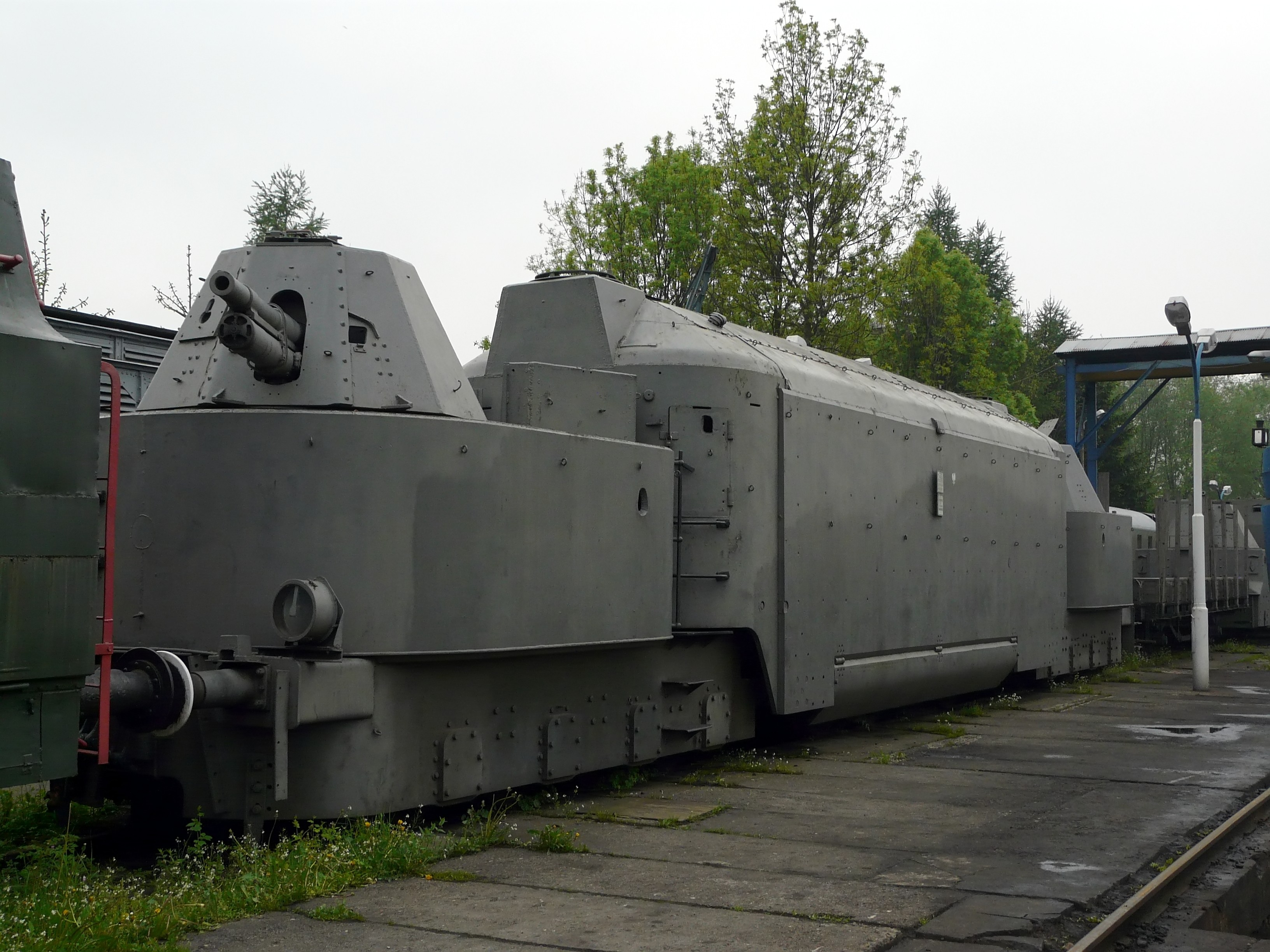
Panzertriebwagen 16 w Skansenie taboru kolejowego w Chabówce, obecnie w Muzeum Kolejnictwa w Warszawie

Po 1945 Służba Ochrony Kolei (SOK) dysponowała czterema pociągami i dwiema drezynami pancernymi:
- nr 1 „Szczecin”
- nr 2 „Grom”
- nr 3 „Huragan”
- nr 4 „Błyskawica”
- drezyna pancerna Steyr
- drezyna pancerna „Baśka”

Dowódcą utworzonego na początku 1947 dywizjonu pociągów pancernych SOK został kpt. Marian Jarosz (stacjonował w Zagórzu i uczestniczył w walkach z Ukraińską Powstańczą Armią (UPA). Pociąg nr 2 „Grom” uczestniczy w ochronie szlaków podczas referendum ludowego w 1946 i pierwszych powojennych wyborów w 1947, następnie został wykorzystany w filmie pt. Jarzębina czerwona z 1969, po czym przebywał w Przemyślu, a ostatecznie przejęło go Muzeum Kolejnictwa w Warszawie.
Pociągi te zostały wycofane ze służby po 1950.

## Dywizjon Artylerii Kolejowej
W 1947, na bazie poniemieckiego pociągu pancernego powstał dywizjon artylerii kolejowej (dakol), formowany na Oksywiu, później w Darłowie jako jednostka podległa Polskiej Marynarce Wojennej, dowodzona przez kmdr. por. I. Sitnickiego. Planowano modernizację jednostki, której jednak nie przeprowadzono. Dywizjon został rozformowany we wrześniu 1952 roku.

## W polskich muzeach
Obecnie w Polsce znajdują się trzy zachowane egzemplarze sprzętu pancernego:
- improwizowany wagon pancerny (prawdopodobnie z pociągu nr 11 Poznańczyk) w Poznaniu
- improwizowany wagon pancerny w Muzeum Przemysłu i Kolejnictwa na Śląsku w Jaworzynie Śląskiej. Wagon pochodzi ze pociągu pancernego SOK P.P Nr 1 „Szczecin”[46][47]
- ciężka drezyna pancerna PT16 (Panzertriebwagen 16) w Muzeum Kolejnictwa w Warszawie; od 2001 Panzertriebswagen 16 znajdował się w skansenie taboru kolejowego w Chabówce, obecnie w Muzeum Kolejnictwa w Warszawie.